# Церковь Вознесения Господня (Соледар)
Це́рковь Вознесе́ния Госпо́дня — православный храм расположенный в соленых шахтах, на глубине 300 метров, заложенный в XIX веке под городом Соледар. Самый глубокий православный Храм в мире.

## История
Церковь была создана путём выдалбливания в соляном пласту в XIX веке, некоторые старинные фрески сохранились и в XXI веке. Храм, расположен на 300 метров ниже поверхности земли, считается самой глубокой православной святыней. Местные шахтеры молились в этом храме перед спуском в шахту. Они же являлись его строителями. "Посвящён храм Вознесению Господню, празднику, вспоминающему, как Христос вознёсся в Небо. В советское время на месте храма была конюшня, ведь раньше соль с места выработок свозили на лошадях к вагонеткам для подъёма на поверхность. С началом автоматизации производства по добыче соли конюшню закрыли, место, где раньше стоял храм, было свободно. Некоторые стены в соляной шахте до сих пор покрыты резьбой с изображением святых, относящейся к концу XIX началу XX века. В начале XXI века руководством предприятия решено было возродить подземную церковь.